# 泥裂
泥裂（英語：mud crack）是因泥質沉積物乾燥和收縮而形成的裂縫結構。
自然形成的泥裂在潮濕、泥濘的沉積物中形成。由於頂層乾燥收縮而下層不變，因此會產生應變。當該應變增加時，會在乾燥的表面形成裂縫以減輕應變。個別裂縫蔓延並連接起來，形成一個多邊形的、相互連接的裂縫網絡。